# BCF Wolfratshausen
Der BCF Wolfratshausen ist ein Sportverein aus der oberbayerischen Stadt Wolfratshausen. Neben der erfolgreichen Fußballabteilung werden in dem Verein die Sportarten Tennis, Tanzsport, Badminton, Tischtennis, Gymnastik und Volleyball angeboten. Ihm gehören etwa 1.400 Mitglieder an.

## Geschichte
Der Verein wurde 1957 als Freizeitfußballverein BC Farchet im Wolfratshauser Vorort Farchet gegründet. 1961 folgte die Aufnahme in den Bayerischen Fußball-Verband. Dem damaligen Kader gehörte der Jurastudent und spätere bayerische Ministerpräsident Edmund Stoiber an. Erst vierzig Jahre nach seiner Gründung trat der Verein mit seiner Fußballabteilung überregional in Erscheinung, als er zwischen 2000 und 2004 kontinuierlich von der Kreisliga bis in die Bayernliga aufstieg. Dort waren die sportlichen Leistungen allerdings nicht ausreichend und der Verein stieg gleich im ersten Jahr wieder ab. Erst durch die Spielklassenreform 2012 wurde der Verein erneut in die Bayernliga-Süd eingruppiert.
Zur Saison 2018/19 stieg der Verein in die Landesliga Bayern-Südwest ab, konnte sich über die Saison jedoch nicht in der Liga halten und stieg nach zwei Relegationsspielen gegen TV Erkheim (3:1/4:3) in die Bezirksliga Oberbayern-Süd ab.

## Erfolge
- mehrmaliger Aufstieg in die Bayernliga
- Meister der Bezirksoberliga Oberbayern: 2002
- Oberbayerischer Hallenmeister: 2002, 2007